# Ebersbach an der Fils
Ebersbach an der Fils település Németországban, azon belül Baden-Württembergben. Lakosainak száma 15 768 fő (2023. december 31.).

## Népesség
A település népessége az elmúlt években az alábbi módon változott:
| Lakosok száma | 13 927 | 15 206 | 15 386 | 15 535 | 15 531 | 15 692 | 15 768 |
|               | 1975   | 2015   | 2017   | 2019   | 2021   | 2022   | 2023   |